# زفونيمير ستانكوفيتش
زفونيمير ستانكوفيتش (بالصربية: Звонимир Станковић)‏ هو لاعب كرة قدم صربي في مركز الدفاع، ولد في 22 نوفمبر 1983 في ليسكوفاتس في صربيا. لعب مع نادي دوبوسيكا ونادي رابوتنيتشكي ونادي رينوفا ونادي لوكوموتيف صوفيا.

## وصلات خارجية
- زفونيمير ستانكوفيتش على موقع قاعدة بيانات كرة القدم.إي يو (الإنجليزية)
- زفونيمير ستانكوفيتش على موقع Soccerway.com (الإنجليزية)